# Silas Wright
Silas Wright, Jr. foi um político e advogado estadunidense, que atuou como governador e senador de Nova Iorque.